# Liste der Kulturdenkmäler in Eisenberg (Pfalz)
In der Liste der Kulturdenkmäler in Eisenberg sind alle Kulturdenkmäler der rheinland-pfälzischen Stadt Eisenberg (Pfalz) einschließlich des Stadtteils Stauf aufgeführt. Im Stadtteil Steinborn sind keine Kulturdenkmäler ausgewiesen. Grundlage ist die Denkmalliste des Landes Rheinland-Pfalz (Stand: 27. November 2018).

## Denkmalzonen
| Bezeichnung                                        | Lage                                                                  | Baujahr                           | Beschreibung | Bild                           |
| -------------------------------------------------- | --------------------------------------------------------------------- | --------------------------------- | --- | ------------------------------ |
| Denkmalzone Eisenwerk Gienanth                     | Eisenberg (Pfalz), Ramsener Straße Lage                               | ab 1784                           | im Wesentlichen unter Ludwig (1767–1848), Friedrich (1805–1842) und Eugen (1846–1893) von Gienanth planvoll konzipierte Gesamtanlage mit klassizistischem Herrenhaus (1826–29) mit Ökonomie (1835) und ummauertem Landschaftspark, 1833/34 von Garteninspektor Metzger, Heidelberg, und Hofgärtner Stiehl, Mannheim, mit Orangerie und neuklassizistischem Mausoleum der Familie Gienanth (1912), Häuserzeile mit Arbeiterwohnungen (ab 1818), Verwaltungs-, Magazin- und Produktionsbauten einschließlich der Hofräume und des Stauweihers des frühen 18. Jahrhunderts; ältester Kern der eingeschossige spätbarocke „Didierbau“, bezeichnet 1784 (Erweiterungen 1801 und 1812) | weitere Bilder Fotos hochladen |
| Denkmalzone Wormser Straße und Tiefenthaler Straße | Eisenberg (Pfalz), Wormser Straße 1–15, Tiefenthaler Straße 1, 3 Lage | erste Hälfte des 18. Jahrhunderts | intaktes Straßenbild mit unterschiedlichen Hofanlagen, erste Hälfte des 18. bis drittes Viertel des 19. Jahrhunderts | BW                             |
| Denkmalzone Burg Stauf                             | Stauf, Burgweg Lage                                                   | um 1000                           | landschaftsbildprägende Ruine; um 1000 gegründet, durch in den Fels eingeschnittene Gräben in Vor-, Mittel- und Hauptburg gegliedert, 1525 gebrandschatzt; Reste der mittelalterlichen Umfassungsmauer der Vorburg, Reste eines gotischen (?) Baus der Mittelburg, staufische Mauerreste der Hauptburg | Fotos hochladen                |

## Einzeldenkmäler
| Bezeichnung                          | Lage                                                               | Baujahr                           | Beschreibung | Bild                           |
| ------------------------------------ | ------------------------------------------------------------------ | --------------------------------- | --- | ------------------------------ |
| Villa                                | Eisenberg (Pfalz), Bahnhofstraße 8 Lage                            | 1921                              | Walmdach-Villa, bezeichnet 1921, Architekt Karl Miesel, Eisenberg | Fotos hochladen                |
| Bahnhof Eisenberg (Pfalz)            | Eisenberg (Pfalz), Bahnhofstraße 19 Lage                           | 1876                              | ehemaliges Empfangsgebäude; repräsentativer zweieinhalbgeschossiger spätklassizistischer Zweiflügelbau, um 1876 und 1885 | weitere Bilder Fotos hochladen |
| Kriegerdenkmal                       | Eisenberg (Pfalz), Freiheitsplatz Lage                             | 1893                              | Kriegerdenkmal 1866 und 1870/71, Germania, 1893 von Heinrich Schuler, Kirchheimbolanden; platzbildprägend | Fotos hochladen                |
| Protestantisches Pfarrhaus           | Eisenberg (Pfalz), Friedrich-Ebert-Straße 15 Lage                  | 1928                              | stattlicher Walmdachbau, expressionistische Motive, 1928, Architekt Karl Miesel, Eisenberg, eingeschossiger Nebenflügel | BW                             |
| Wohnhaus                             | Eisenberg (Pfalz), Hauptstraße 82 Lage                             | 1605                              | Wohnhaus, teilweise Fachwerk, bezeichnet 1605, im Kern wohl älter | Fotos hochladen                |
| Rathaus                              | Eisenberg (Pfalz), Hauptstraße 86 Lage                             | 1878/79                           | ehemaliges Schulhaus; spätklassizistischer Putzbau, 1878/79, Architekt Jacob Hoerner, Kirchheimbolanden, Umbau zum Rathaus 1920, Architekt K. Ketzer, Grünstadt; straßenbildprägend | Fotos hochladen                |
| Verwaltungsgebäude                   | Eisenberg (Pfalz), Hauptstraße 88/88a Lage                         | 1789                              | Mansarddachbau mit Krüppelwalmdächern, im Westteil ursprünglich spätbarockes Bauernhaus, bezeichnet 1789, Erweiterung 1926, Architekt Karl Miesel, Eisenberg | Fotos hochladen                |
| Verbandsgemeindeverwaltung           | Eisenberg (Pfalz), Hauptstraße, hinter Nr. 88/88a Lage             | 1893                              | ehemaliges Schulhaus; Putzbau mit auskragendem Satteldach, Mittelteil und Ostflügel 1893, Architekt wohl Jacob Hoerner, Kirchheimbolanden, Westflügel bezeichnet 1901, Architekt Johann Christoph Schreiber, Kirchheimbolanden, Umbau zu Wohnungen 1920, Architekt K. Ketzer, Grünstadt | Fotos hochladen                |
| Gasthaus „Zum Karpfen“               | Eisenberg (Pfalz), Hauptstraße 94 Lage                             | 1767                              | ehemaliges Gasthaus; spätbarocker Bau, teilweise Fachwerk, bezeichnet 1767; zwei tonnengewölbte Keller, einer bezeichnet 1748, Spolie bezeichnet 1736, ehemaliges Kelterhaus, um 1850, Backhaus, Stall, Scheune, bezeichnet 1767; mit Hauptstraße 105 und 107 ortsbildprägend           | Fotos hochladen                |
| Protestantische Pfarrkirche          | Eisenberg (Pfalz), Hauptstraße 96 Lage                             | 1898–1900                         | kreuzförmiger neugotischer Sandsteinquaderbau, 1898–1900, Architekt Franz Schöberl, Speyer; zwei spätromanische Spolien; Ausstattung, Glasmalereien, Walcker-Orgel von 1900 | weitere Bilder Fotos hochladen |
| Wohnhaus                             | Eisenberg (Pfalz), Hauptstraße 101 Lage                            | erste Hälfte des 18. Jahrhunderts | Wohnhaus, teilweise Fachwerk, erste Hälfte des 18. Jahrhunderts; Nebengebäude bezeichnet 1590 | Fotos hochladen                |
| Wohnhaus                             | Eisenberg (Pfalz), Hauptstraße 105 Lage                            | Mitte des 18. Jahrhunderts        | spätbarockes Wohnhaus, teilweise Fachwerk, Mitte des 18. Jahrhunderts; ortsbildprägend | Fotos hochladen                |
| Hofanlage                            | Eisenberg (Pfalz), Hauptstraße 107 Lage                            | 1763                              | Vierseithof; spätbarockes Wohnhaus, teilweise Fachwerk, Torfahrt bezeichnet 1763; ortsbildprägend | Fotos hochladen                |
| Zehnthof                             | Eisenberg (Pfalz), Hauptstraße 108 Lage                            | 1566                              | Wohnhaus des ehemaligen Zehnthofs; Putzbau mit drei Speichergeschossen, Fachwerkgiebel, bezeichnet 1566 | BW                             |
| Wohn- und Geschäftshaus              | Eisenberg (Pfalz), Hauptstraße 109 Lage                            | 1768                              | ehemaliges Rat- und Backhaus; spätbarocker Mansarddachbau mit Krüppelwalmen, Torfahrt, bezeichnet 1768 | Fotos hochladen                |
| Wohn- und Geschäftshaus              | Eisenberg (Pfalz), Hauptstraße 111 Lage                            | 1903                              | repräsentativer späthistoristischer Sandsteinquaderbau, 1903, Architekt W. Weber, Kaiserslautern; ortsbildprägend | Fotos hochladen                |
| Gasthaus „Zum Engel“                 | Eisenberg (Pfalz), Hauptstraße 114 Lage                            | um 1770                           | spätbarocker Putzbau mit Fachwerkgiebel, abgewalmtes Mansarddach, wohl um 1770; straßenbildprägend | Fotos hochladen                |
| Grafsche Mühle                       | Eisenberg (Pfalz), Hermann-Graf-Straße 7 Lage                      | 1722                              | auch Neumühle; reicher spätbarocker Fachwerkbau, teilweise massiv, bezeichnet 1722 und 1783, Mühlenteil mit Krüppelwalmdach, bezeichnet 1780, Scheune, teilweise Fachwerk, mit Krüppelwalmdach                                                                                          | BW                             |
| Grabmäler                            | Eisenberg (Pfalz), Hettenleidelheimer Straße, Industriestraße Lage | 18. und 19. Jahrhundert           | auf dem um 1604 angelegten, 1834 und 1962 erweiterten Friedhof mit teilweise alter Ummauerung Grabmal Daniel († 1907) und Salomea Anspach († 1911); zwei spätrömische Sarkophage, vier barocke Grabstelen, 18. Jahrhundert                                                              | Fotos hochladen                |
| Wohnhaus                             | Eisenberg (Pfalz), Jakob-Schiffer-Straße 4/6/8 Lage                |                                   | ehemalige Gendarmerie mit Gemeindewohnungen; straßenbildprägender dreiteiliger Walmdachbau, bezeichnet 1927, Architekt Karl Miesel | BW                             |
| Katholisches Pfarrhaus               | Eisenberg (Pfalz), Kerzenheimer Straße 12 Lage                     | 1915–19                           | Heimatstilbau, 1915–19, Architekt Wilhelm Schulte I., Neustadt an der Weinstraße; einheitliche Baugruppe mit der Kirche | BW                             |
| Katholische Pfarrkirche St. Matthäus | Eisenberg (Pfalz), Kerzenheimer Straße, zu Nr. 12 Lage             | 1915–19                           | dreischiffige Sandsteinquader-Basilika, barockisierender Heimatstil, 1915–19, Architekt Wilhelm Schulte I., Neustadt an der Weinstraße; gotisches Sakramentshäuschen, 14. Jahrhundert; ortsbildprägend                                                                                  | weitere Bilder Fotos hochladen |
| Feuersteinsche Mühle                 | Eisenberg (Pfalz), Mühlstraße 4/6 Lage                             | 1757                              | herrschaftliche Dorfmühle; stattlicher barocker Winkelbau, reiches Zierfachwerk, wohl von 1757; Brunnen; Toranlage bezeichnet 1774, Wappenstein bezeichnet 1714, barocke Bruchsteinmauer                                                                                                | BW                             |
| Villa                                | Eisenberg (Pfalz), Ringstraße 4 Lage                               | 1922                              | kubische Walmdach-Villa, Treppenhausrisalit, bezeichnet 1922, Architekt Karl Miesel, Eisenberg | BW                             |
| Gartenpforte                         | Eisenberg (Pfalz), Rinnengasse 1 Lage                              | 1672                              | Gartenpforte, wiederverwendete Spätrenaissancegewände, bezeichnet 1672 | BW                             |
| Pestalozzischule                     | Eisenberg (Pfalz), Schulstraße 12 Lage                             | 1911–13                           | Mansarddachbau, eingeschossige Schuldienerwohnung, Toilettentrakt mit zweistöckigem pagodenartigem Dach, Heimatstil mit Jugendstilmotiven, 1911–13, Architekt Hermann Moser, Ulm | Fotos hochladen                |
| Wohnhaus                             | Eisenberg (Pfalz), Tiefenthaler Straße 31 Lage                     | 1890                              | gründerzeitlicher Putzbau auf unregelmäßigem Grundriss, bezeichnet 1890 | BW                             |
| Villa                                | Eisenberg (Pfalz), Villaweg 15 Lage                                | 1906                              | anspruchsvolle zweieinhalbgeschossige Villa, teilweise Fachwerk, malerische Dachlandschaft, bezeichnet 1906 | BW                             |

## Ehemalige Kulturdenkmäler
| Bezeichnung    | Lage                                           | Baujahr | Beschreibung                                                                              | Bild |
| -------------- | ---------------------------------------------- | ------- | ----------------------------------------------------------------------------------------- | ---- |
| Inschriftstein | Eisenberg (Pfalz), Hauptstraße, an Nr. 74 Lage | 1817    | Inschriftstein, Bauinschrift von 1817; Gebäude abgebrochen, Verbleib des Steins unbekannt | BW   |